# Аржи (замок)
Аржи (фр. Château d'Argy) — средневековый замок в доренессансном стиле, в целом соответствовал традициям архитектуры эпохи Людовика XII. Замок расположен в самом сердце бывшего герцогства Берри, на территории коммуны Аржи, в департаменте Эндр, в центральной части региона Долина Луары, Франция.

## История

### Ранний период
Первые владельцы поместья Аржи известны с XI века. Они упоминаются в средневековых документах в связи со строительством церкви. Вероятно, владельцы имения находились в вассальной зависимости от хозяев земель Бюзансе, чей замок находился в нескольких километрах. В XII веке встречаются упоминание о семье Брийяк (которая вела род из Пуату), как о владельцах земли. К этому же времени относится и строительство первых укреплений.
Небольшой замок в 1444 году купил Ги де Брийяк. К концу века он серьёзно перестроил Аржи, превратив его в роскошную жилую резиденцию. Ги де Брийяку наследовал его сын Пьер (который служил советником у короля Людовика XI). В начале XVI века он значительно расширил и украсил главное здание. В конце XVI века в качестве владельца называется Шарль де Брийак, пользовавшийся доверием короля Карла VIII. Но этот представитель рода де Брийяк сложил голову в Милане в 1509 году в ходе Итальянских войн и не оставил потомства.

### Новое время
После того как пресёкся род де Брийяк, у замка Аржи сменилось множество собственников. О некоторых из них не осталось практически никаких сведений. При этом сам замок пришёл в запустение. Самым известным в этой цепочке людей считается Жан де Ла Врийе де Вийесави, который одновременно владел Бюзансе. Он умер в 1660 году и был двоюродным дедом знаменитого Луи де Бюада де Фронтенака. Будущий губернатор колонии Новая Франция в детстве скорее всего проживал в замке Аржи.
С конца XVII века замок Аржи неоднократно выставлялся на продажу, обретал новых собственников, и снова продавался. Поместьем владели такие влиятельные аристократы, как герцоги Бовилье. Но и в их руках имение не задержалось.
В 1766 году замок Аржи в очередной раз был выставлен на аукцион. Его приобрёл Клод де ла Буайе. Наконец-то началось возрождение резиденции. Семья нового владельца провела реконструкцию Аржи и значительно расширила комплекс. Кроме того де ла Буайе навели порядок в архивах региона и позаботились о надёжных правоустанавливающих документах на сеньорию Аржи.

### XIX век
В начале XIX века поместье перешло во владение семьи де ла Мотт Сен-Пьер. Они провели ремонт замка и использовали его как постоянную жилую резиденцию. Однако из-за недостатка средств Жан-Батист был вынужден выставить замок на продажу. В 1855 году он продал поместье, а на вырученные средства купил замок Монпупон.
В последующие десятилетия вновь закрутилась карусель частной смены владельцев. Причём непосредственно в замке никто не проживал. Аржи снова оказался заброшен и стал приходить в упадок.

### XX век
В первой половине XX века Аржи оставался в запустении. Тем не менее в 14 мая 1930 года замок был включён в список Исторических памятников Франции.
В 1966 году фонд Club du Vieux Manoir выкупил замок. Это спасло комплекс от полного разрушения. Новые владельцы начали масштабную реставрацию замка Аржи. В 1975 году руководители фонда Club du Vieux Manoir также выкупили у частных собственников различные хозяйственные постройки, сохранившиеся с прежних времён и входившие в дворцово-замковый комплекс. Эти сооружения также тщательно восстанавливались.

## Современное состояние
фонд Club du Vieux Manoir потратил огромные суммы на реставрацию Аржи, восстановив единый архитектурный ансамбль. Поэтапно для туристов открывались помещения замка. Однако проблемы со средствами для продолжения реставрации и поддержания Аржи в должном виде вынудили руководство фонда пойти в конце 2016 года на продажу комплекса.
29 июля 2019 года замок Аржи был куплен супругами Томасом и Алексией Анри-Гуффле.

## Архитектура
Главное здание замка вместе с примыкающими крыльями образуют четырёхугольник. К каждому углу комплекса примыкает башня.
Изначально в XII веке замок представлял собой сугубо фортификационное сооружение. Но уже к концу XV века он был радикально перестроен и превратился в комфортабельную резиденцию. Реконструкцию провели по распоряжению Ги де Брийяка. Затем работами руководил его сын Пьер и внук Шарль. Смерть Шарля в 1509 году прервала период, когда замок процветал и становился всё краше. Сохранившиеся с той эпохи фрагменты комплекса наглядно демонстрируют вкусы семьи Брийяк в начале французского Ренессанса.
Замок Аржи можно считать современником комплексов Блуа и Шомон-сюр-Луар. Но при этом он почти не менялся с той поры и во многом сохранил уникальный облик XV века. При этом замок Аржи едва избежал сноса, когда в 1766 году владельцы собирались построить совершенно новое здание. Но всё ограничилось частичной перестройкой, которая сохранила старинные башни и частично фасады. Правда, прежние внешние защитные рвы оказались в итоге засыпаны.
Самым старым здание комплекса является донжон. Несмотря на неоднократные перестройки эта 35-метровая башня остаётся доминантой замка. В прежние времена здесь был вход во внутренний двор крепости. Снаружи имелся ров и подъёмный мост. Последняя реконструкция башни осуществлена в XIX веке. Сейчас это четырёхугольное здание с конической крышей, украшенное по углам небольшими башенками.
Массивная круглая башня замка, которая также часто именуется башней Брийяк возвышается в северном углу четырёхугольного комплекса зданий Аржи. Это мощное средневековое сооружение создавалось уже с учётом получившей важное значение артиллерии. Как и донжон баню венчает коническая крыша. В другом углу главного здания резиденции имеется ещё одна башня, чуть меньшая, чем северная.
Уникальной особенностью замка Аржи считаются просторные галереи внутреннего двора. Считается, что свой облик они обрели под влиянием итальянской архитектуры. Вероятно узнаваемые изящные колонны и своды «подсмотрел» в Италии Шарль де Брийяк в начале XVI века. А затем распорядился построить в своём родовом владении такие же. Крытые галереи имеются сразу на двух этажах комплекса.
Декор северного крыла комплекса является ярким примером стиля Людовика XII. Это переходный стиль между поздней готикой и ранним французским ренессансом. Если балкон и верхняя часть фасада выглядят ближе к готике, то в других частях здания узнаваемы мотивы ренессансной архитектуры.

## Парк и сады
В 1976 году началось восстановление прежнего замкового парка, который занимал площадь 40 гектаров. За основу были взяты традиции английского сада. Территорию украсили цветочными клумбами, лугами и прудом. Значительная часть парка весной и осенью закрыта для посещения, так как здесь останавливаются перелётные птицы.

## Галерея

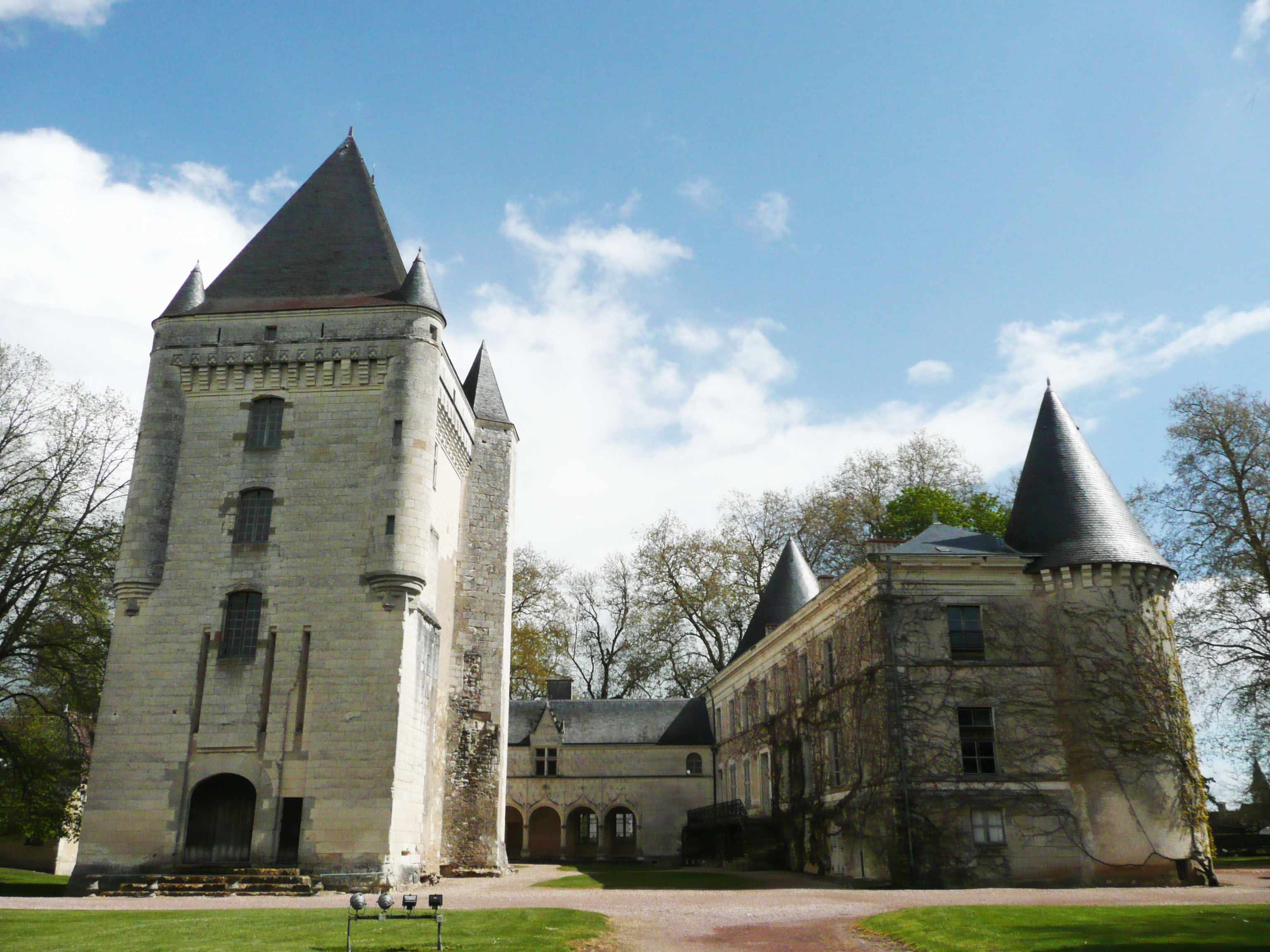
Бывший донжон замка
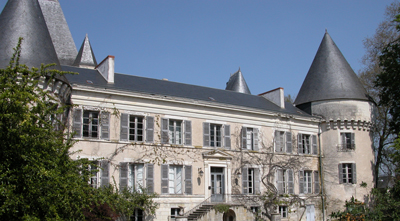
Фасад реконструированный в 1820 году стиле архитектуры эпохи Людовика XIII
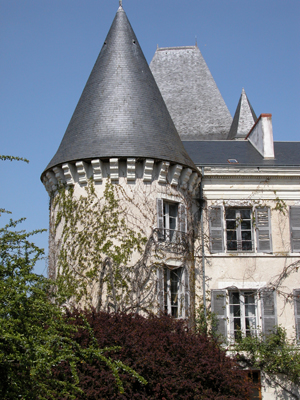
Круглая угловая башня
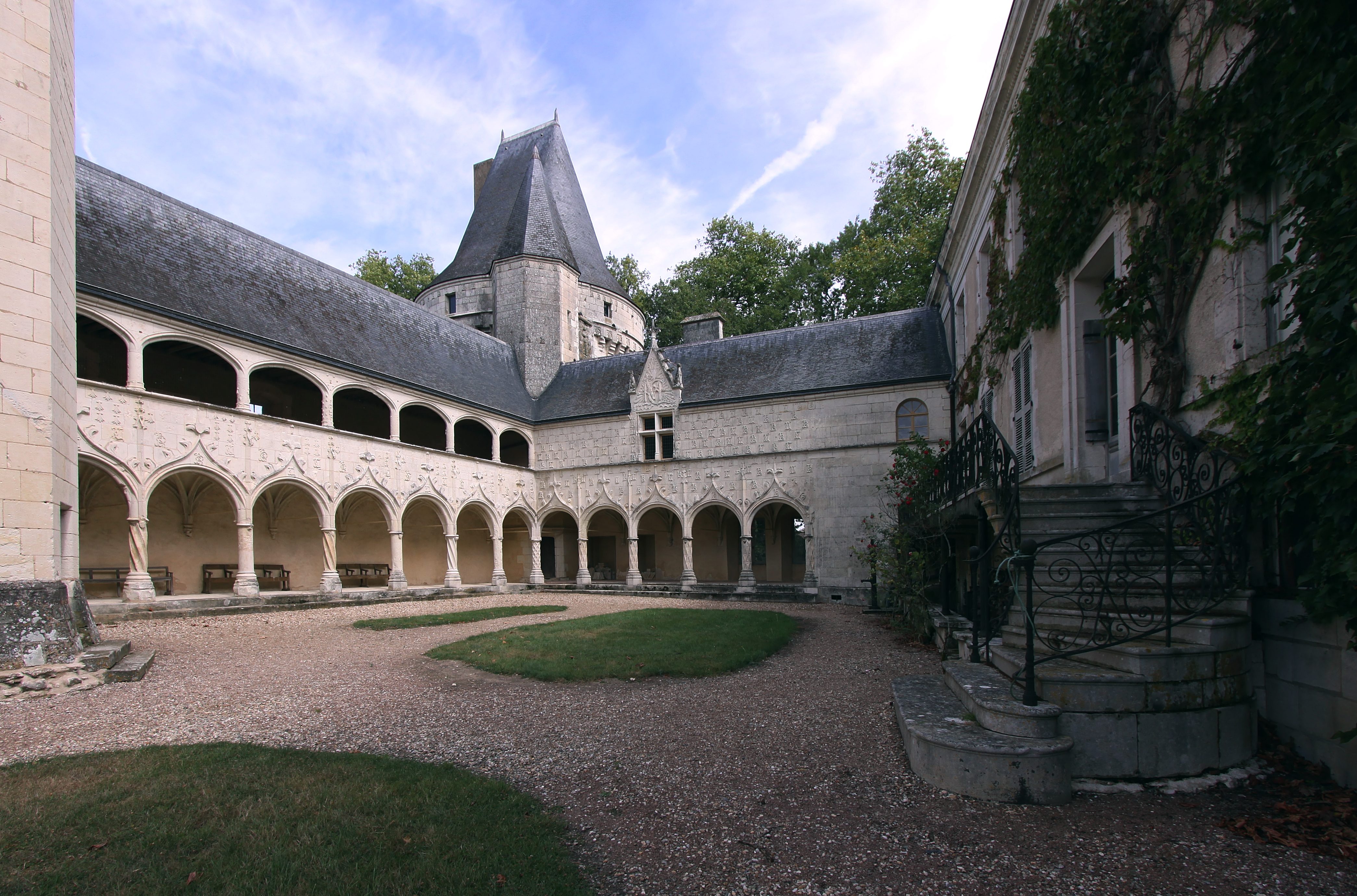
Внутренний двор резиденции
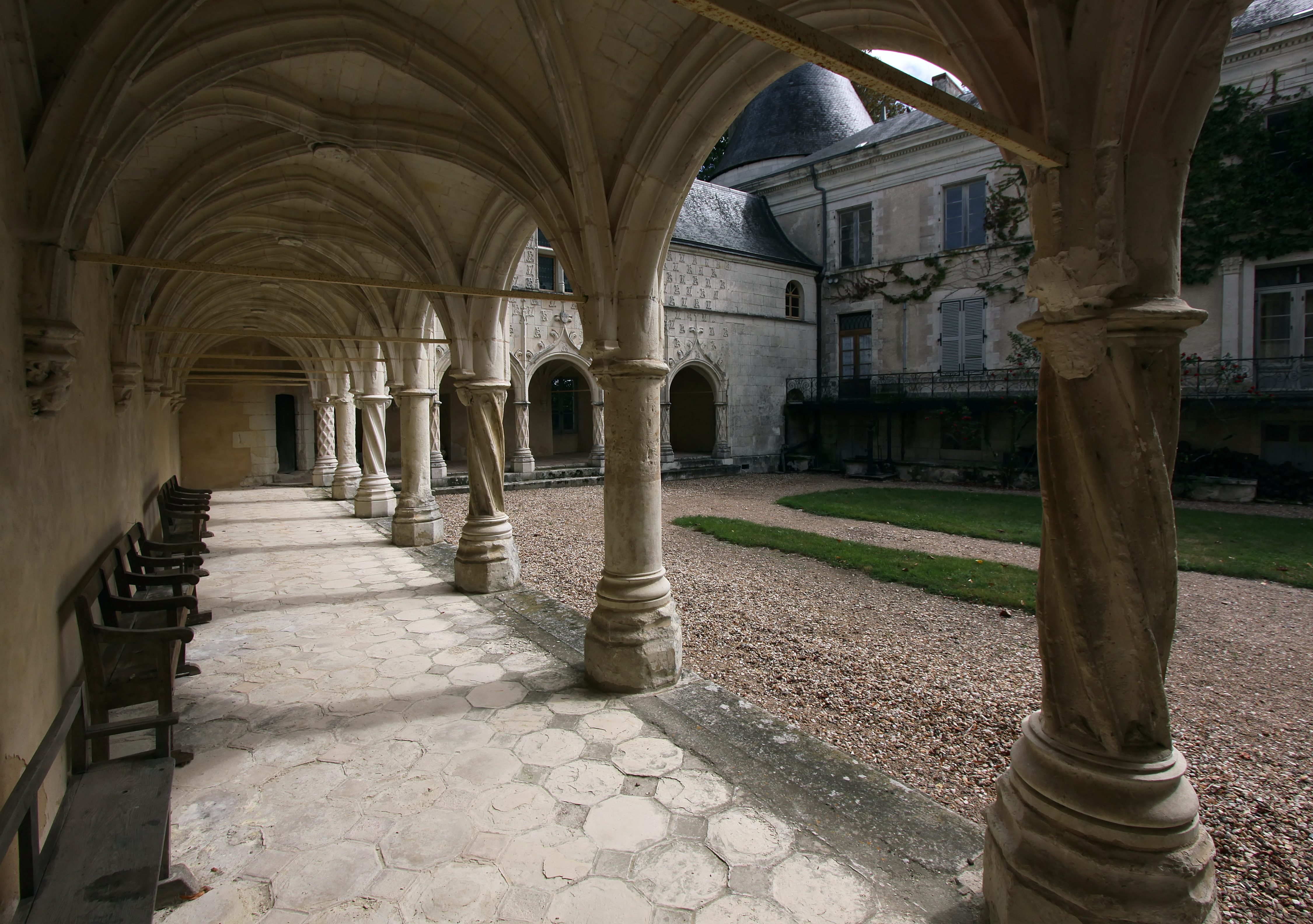
Северная галерея доренессансного типа